# Henry W. Sawyer
Henry Washington Sawyer III (Filadélfia, 23 de dezembro de 1918 – Filadélfia, 31 de julho de 1999) foi um advogado americano, ativista dos direitos civis e político. Nascido na Filadélfia, serviu na Marinha dos Estados Unidos na Segunda Guerra Mundial, voltando depois para a Faculdade de Direito da Universidade da Pensilvânia. Sawyer trabalhou como advogado corporativo, mas é mais conhecido por sua defesa das liberdades civis, especialmente nos casos da Primeira Emenda. Em Abington School District v. Schempp e Lemon v. Kurtzman, ele argumentou com sucesso casos em nome da União Americana pelas Liberdades Civis perante a Suprema Corte dos Estados Unidos que se tornou a base para toda a jurisprudência moderna da Cláusula de Estabelecimento. Sawyer também lutou por causas de direitos civis na Filadélfia e no sul durante o movimento pelos direitos civis da década de 1960. Originalmente um republicano, ele foi eleito democrata para cumprir um mandato de quatro anos na Câmara Municipal da Filadélfia, onde trabalhou pela reforma do serviço público e para aumentar a quantidade de arte pública na cidade.

## Primeiros anos
Filho de Henry Washington Sawyer II e sua esposa, Helen Curet Sawyer, Sawyer nasceu na Filadélfia em 1918. Embora ele fosse um Quaker, a família de Sawyer tinha uma tradição de serviço militar que datava da Guerra Civil no século XIX, quando seu avô imigrante, o primeiro Henry Washington Sawyer, serviu na 1.ª Cavalaria Voluntária do estado de Nova Jérsei. Após a guerra, o avô de Sawyer se tornou o proprietário do Chalfonte Hotel em Cape May, Nova Jersey. O pai de Sawyer, Henry Sawyer II, morreu na pandemia de gripe de 1918, dois meses antes de seu filho nascer, e Sawyer foi criado por sua mãe, uma professora, no bairro de Germantown, na Filadélfia. Ele cursou o ensino médio na Chestnut Hill Academy, graduando-se em 1936. Após a formatura, Sawyer se matriculou na Universidade da Pensilvânia (Penn), onde escreveu para o The Daily Pennsylvanian, juntou-se à fraternidade Zeta Psi e era um membro da Phi Beta Kappa.
Ele se formou em 1940 e começou na faculdade de direito da Penn naquele mesmo ano. Com a eclosão da Segunda Guerra Mundial, Sawyer foi comissionado na Marinha dos Estados Unidos. Ele serviu nos teatros do Atlântico e o Pacífico, mas depois disse que viu muito pouco combate. A maior parte de seu serviço foi a bordo do dirigível USS Patoka, um aeróstato. Em julho de 1945, Sawyer foi transferido para o USS Swan, um navio de guerra de minas, no qual serviu até dezembro daquele ano. Após a guerra, ele voltou para a faculdade de direito e se formou em 1948. Enquanto estava na escola, ele se casou com Grace Scull em 1946. Eles permaneceram casados até a morte dela em 1999 e tiveram três filhos juntos: dois filhos, Jonathan e Henry, e uma filha, Rebecca.

## Carreira jurídica
Após a formatura, Sawyer ingressou no escritório de advocacia Drinker Biddle & Reath, onde permaneceu por toda a sua carreira. Pouco depois de ingressar na empresa, ele foi designado para trabalhar como promotor público assistente temporário no caso O'Malley, uma acusação de corrupção política na cidade (o escritório do promotor distrital da Filadélfia na época era composto principalmente por funcionários de meio período retirados de empresas conforme necessário). Trabalhando sob o promotor principal Laurence Howard Eldredge e ao lado do promotor assistente Lemuel Braddock Schofield, Sawyer ajudou no julgamento do Magistrado Chefe John J. O'Malley por 206 acusações de prevaricação no cargo. O'Malley foi considerado inocente em dois julgamentos em 1948 e 1949. Sawyer foi chamado de volta à Marinha em 1950 durante a Guerra da Coreia e, posteriormente, como oficial do serviço estrangeiro na Europa. Ele voltou para a Filadélfia em 1953.
Como advogado, Sawyer se concentrou em litígios civis em direito corporativo, no qual se destacou. Ele também passou muito de seu tempo no campo das liberdades civis, pelo qual se tornou mais conhecido, mas menos bem compensado. Em 1951, com Sadie TM Alexander e outros, cofundou a Filial da Grande Filadélfia da ACLU. Em 1953, foi um dos vários advogados de defesa voluntários (pro bono) no caso Estados Unidos v. Kuzma, uma acusação de simpatizantes comunistas sob a Lei Smith, que proibia qualquer um de defender a derrubada do governo americano. Os réus foram considerados culpados, mas suas condenações foram revertidas em 1957, depois que a Suprema Corte dos Estados Unidos anulou a Lei Smith em Yates v. Estados Unidos.
Sawyer argumentou novamente a favor de alguém acusado de simpatizar com o comunismo em Deutch v. Estados Unidos. O cliente de Sawyer, Bernhard Deutch, era um estudante de pós-graduação na Universidade da Pensilvânia que foi intimado pelo Comitê de Atividades Antiamericanas da Câmara em 1954. Deutch respondeu à maioria das perguntas do comitê sobre sua própria participação no Partido Comunista como graduou-se na Universidade Cornell, mas se recusou a responder a perguntas sobre outros membros do partido, afirmando que seus "escrúpulos morais" o impediam de fazê-lo. A Câmara considerou Deutch em desacato, e a acusação foi mantida no tribunal distrital federal. O Tribunal de Apelações do Circuito de DC confirmou a condenação, da qual Sawyer apelou para a Suprema Corte. Para sua surpresa, eles aceitaram o caso e reverteram a condenação sob o argumento de que o governo não conseguiu provar "a pertinência das questões". Em um artigo escrito após a morte de Sawyer, o juiz Stewart Dalzell creditou o argumento hábil de Sawyer em persuadir o Tribunal a anular a condenação.

### CasoDistrito Escolar deAbington v.Schempp

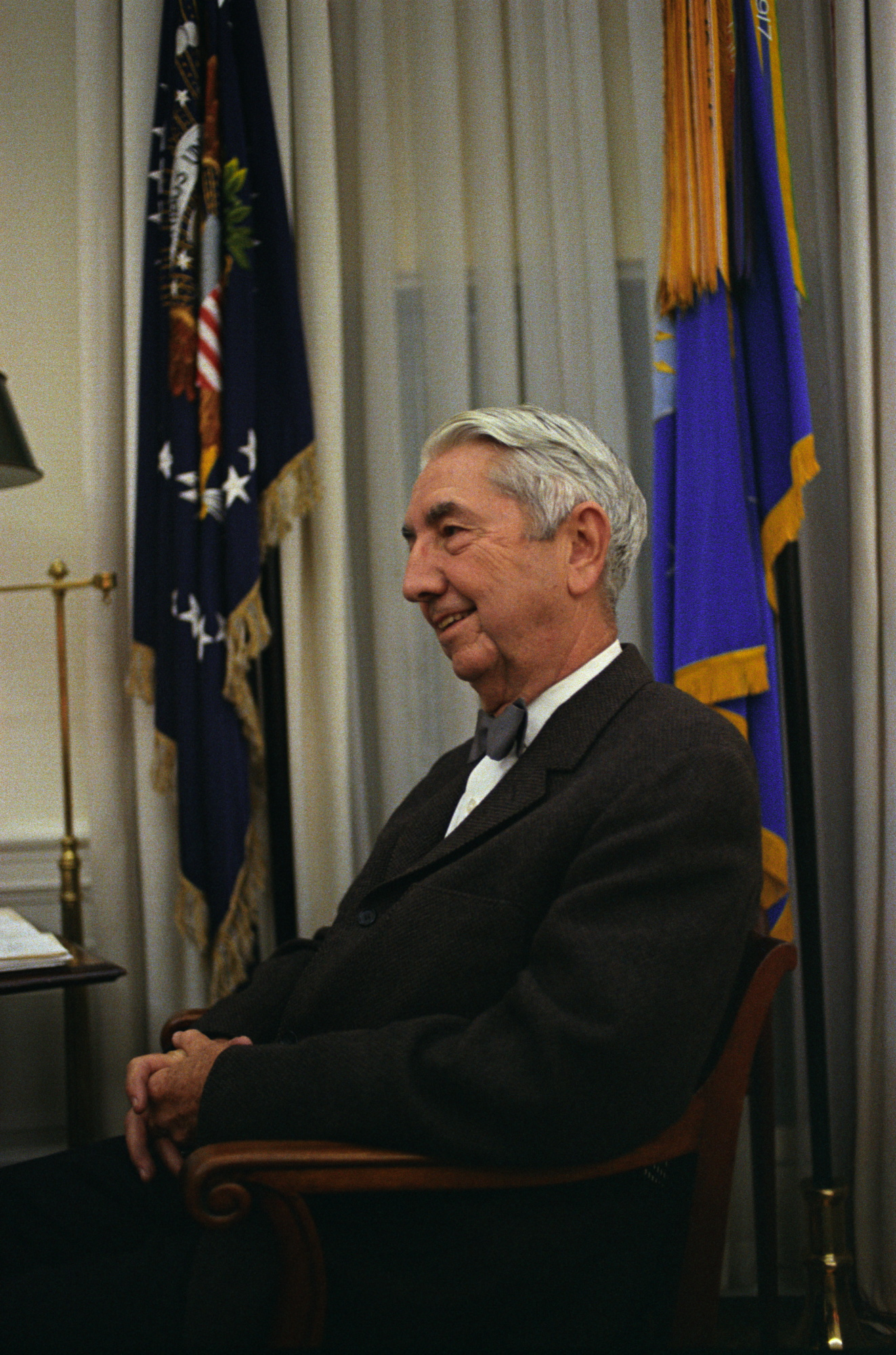
O juiz Tom C. Clark escreveu sua avaliação do caso Distrito Escolar de Abington v. Schempp

Em 1957, a lei da Pensilvânia exigia que os alunos das escolas públicas lessem os versículos da Bíblia para começar o dia. O Distrito Escolar de Abington acrescentou outro requisito para que os alunos lessem a pai-nosso. Vários unitaristas em Abington, um subúrbio da Filadélfia, se opuseram e protestaram contra isso. Uma delas, Ellery Schempp, entrou em contato com a União Americana pelas Liberdades Civis (abreviado do inglês: ACLU) sobre o assunto. A ACLU e os pais de Schempp acreditavam que a lei de oração escolar violava a Primeira e a Décima Quarta Emendas à Constituição dos Estados Unidos. Os advogados da ACLU viram Sawyer, então presidente do conselho e posteriormente conselheiro geral da afiliada da ACLU na Filadélfia, como a melhor escolha para argumentar, dada sua habilidade como litigante e seu sucesso no caso Deutch. Sawyer concordou e entrou com uma ação no tribunal distrital federal.
Conforme descrito pelo juiz Louis H. Pollak, em um artigo de 1999, a "teoria do caso de Sawyer era que a leitura bíblica prescrita, seguida ou não pela Oração do Senhor, constituía tanto um estabelecimento de religião quanto uma violação do livre exercício da religião. em violação da Primeira Emenda conforme aplicável aos estados pela Décima Quarta Emenda."  O julgamento começou em 1958 perante um painel de três juízes. O painel concordou com um parecer escrito pelo juiz John Biggs, Jr. Após o julgamento, a legislatura estadual mudou a lei para permitir que os alunos fossem dispensados das leituras da Bíblia, se assim o desejassem. Em outras audiências em 1962, o tribunal, novamente em uma opinião de Biggs, sustentou que a lei ainda violava a Constituição ao permitir que o estado "introduzisse uma cerimônia religiosa nas escolas públicas da Commonwealth".
A Suprema Corte concordou em ouvir o recurso do distrito escolar e Sawyer novamente argumentou o caso. Em 17 de junho de 1963, o Tribunal emitiu uma opinião de 8 a 1 sustentando a decisão do tribunal distrital e derrubando a lei de oração escolar da Pensilvânia. No parecer do Juiz Tom C. Clark, a Corte enunciou o que se tornaria o cerne da jurisprudência da Cláusula de Estabelecimento: que "para resistir às restrições da Cláusula de Estabelecimento, deve haver um propósito legislativo secular e um efeito primário que não avance nem iniba religião." Pollak creditou a defesa de Sawyer no nível do tribunal distrital por ajudar a ganhar o caso: "é claro que um litigante magistral plantou no tribunal as sementes do fruto que amadureceria na apelação."

### CasoLemon v. Kurtzman
Sawyer moldou ainda mais a paisagem da igreja-estado alguns anos depois, no caso Lemon v. Kurtzman. Em 1968, a Pensilvânia promulgou a Lei de Educação Elementar e Secundária Não Pública, que permitia ao estado reembolsar escolas não públicas pelos custos de educação, desde que os custos não fossem incorridos no ensino da religião. Embora o estatuto proibisse especificamente que os fundos do estado pagassem por "qualquer assunto que expressasse ensino religioso, ou a moral ou formas de culto de qualquer seita", o ativista de direitos civis Alton Lemon acreditava que a lei ainda permitia que o estado efetivamente financiasse escolas, uma violação da Cláusula de Estabelecimento. Sawyer aceitou o caso e entrou com uma ação no tribunal distrital.
Novamente discutindo perante um painel de três juízes, Sawyer inicialmente não teve sucesso. O juiz Emanuel Mac Troutman, escrevendo para o painel, explicou que, de acordo com as regras estabelecidas em Schempp, a Lei tinha um propósito secular e não financiava a religião. Sawyer apelou e a Suprema Corte concedeu o certiorari em 1970. Em uma opinião proferida em 28 de junho de 1971, a Corte defendeu o cliente de Sawyer e derrubou a lei da Pensilvânia. O juiz Warren E. Burger, escrevendo para uma maioria de sete juízes, afirmou que "o impacto cumulativo de todo o relacionamento decorrente dos estatutos de cada estado envolve um emaranhado excessivo entre governo e religião".
O teste proferido em Lemon continua sendo o núcleo do processo para determinar se uma ação do estado viola a Cláusula de Estabelecimento. De acordo com a decisão, um estatuto não viola a Cláusula de Estabelecimento desde que tenha um propósito secular, seu efeito principal não promova ou iniba a religião e não promova um envolvimento excessivo do governo com a religião. Depois de Lemon, Sawyer foi considerado um dos principais litigantes de apelação. O juiz William J. Brennan Jr. disse a Sawyer em 1988 que "poucos advogados se igualaram à sua defesa".

## Atuação política na Filadélfia
Sawyer e sua esposa eram republicanos na década de 1940. Depois de testemunhar casos de corrupção política e fraude eleitoral em seu próprio bairro e ao redor da cidade, eles ficaram desiludidos com a organização do partido na cidade e se juntaram ao esforço de reforma liderado por Joseph S. Clark, Jr. e Richardson Dilworth. Clark e Dilworth reuniram membros do Partido Democrata, independentes e republicanos descontentes como Sawyer, em uma coalizão contra a máquina política republicana, que eles consideravam irremediavelmente corrupta. Em 1949, Sawyer atuou como membro do comitê democrata e Clark e Dilworth ganharam cargos na cidade naquele ano.
Enquanto Sawyer trabalhava no exterior, a coalizão reformista levou os democratas ao poder na Filadélfia pela primeira vez em 67 anos. Quando ele voltou para a Filadélfia, Clark pediu-lhe para concorrer a um assento geral no Conselho da Cidade em 1955. Pelas regras do sistema de votação era limitado para os assentos em geral, cada partido político poderia indicar cinco candidatos e os eleitores poderiam escolher apenas cinco. O resultado foi que o partido majoritário conseguiu apenas cinco das sete cadeiras, deixando duas para o partido minoritário. Sawyer foi eleito para uma dessas cadeiras e cumpriu um único mandato de quatro anos. Nessa posição, ele patrocinou a legislação para criar o programa One Percent for Fine Arts da cidade, que exigia que um por cento do custo de projetos de construção do Center City fosse gasto em arte pública. Ele também trabalhou para a criação de um Conselho de Revisão da Polícia. A Câmara Municipal não aprovou o projeto de lei, mas o prefeito James Tate posteriormente criou o conselho por meio de uma ordem executiva.
Sawyer se viu em desacordo com a organização democrata em algumas ocasiões, principalmente em emendas ao estatuto da cidade. Em 1956, foram propostas emendas à carta destinadas a enfraquecer as proteções do serviço civil. Sawyer fez campanha contra a ideia e se recusou a aceitá-la. Mesmo sem seu apoio, as emendas encontraram os dois terços dos votos necessários no Conselho para levá-lo à votação para aprovação popular. A Suprema Corte da Pensilvânia derrubou algumas das emendas, e o resto falhou em um referendo em abril. Tais desacordos levaram o Comitê da Cidade Democrática a reter seu endosso a Sawyer para um segundo mandato em 1959, e ele preferiu desistir de um novo mandato para retornar ao seu escritório de advocacia. Em 1965, enquanto atuava como presidente do capítulo do sudeste da Pensilvânia dos Americanos pela Ação Democrática, Sawyer liderou um grupo de democratas que endossou o republicano Arlen Specter para promotor distrital da Filadélfia.

## Ativismo pelos direitos civis
Além das preocupações estritamente legais e políticas, Sawyer também se interessou pela situação dos negros americanos e se envolveu no Movimento dos Direitos Civis. De acordo com seu amigo e colega advogado, Arlin Adams, Sawyer "estava preocupado com o tratamento dado aos negros no sul". Em 1965, ele viajou para Selma, Alabama, para ajudar a registrar eleitores negros lá e no Mississippi, e deu representação legal a ativistas acusados de violar leis locais. Mais perto de casa, também processou o Departamento de Polícia da Filadélfia e seu comissário, Frank Rizzo, por alegações de que candidatos negros à academia de polícia estavam sendo rejeitados injustamente. Sawyer representou nove candidatos negros em uma série de casos que durou quase uma década, culminando em medidas ordenadas pelo tribunal para garantir maior diversidade racial na força. Em 1972, ele novamente processou Rizzo (que era então prefeito da Filadélfia) sobre o financiamento impróprio do fundo de pensão dos trabalhadores da cidade. Como o filho de Sawyer, Jonathan, lembrou em 1999, "uma revista publicou os 10 maiores inimigos de Rizzo, e meu pai estava na lista. Ele estava muito orgulhoso de ter feito isso."

## Últimos anos de vida
Sawyer atuou nos conselhos de muitas organizações cívicas, incluindo o Conselho de Assuntos Mundiais da Filadélfia, o Hospital Episcopal, a Autoridade Portuária do Rio Delaware e a Fairmount Park Art Association. Ele também era apaixonado por jazz, apresentando um programa de rádio de jazz e ministrando um curso sobre ele em sua alma mater, Penn. Sua esposa, Grace, morreu em maio de 1999, e Sawyer morreu em 31 de julho daquele ano de câncer de pulmão.